# Nanumea
Nanumea é um atol localizado no noroeste de Tuvalu. Sua população é de 664 habitantes. Segundo a lenda, os primeiros habitantes da ilha foram duas mulheres chamadas Pai e Vau, mas um homem chamado Telofaha também veio. Os habitantes do atol celebram um feriado cristão chamado "Pati", que significa "O dia de Telofaha e Jesus". 

## Geografia
Localizada em 5° 41′ S, 176° 12′ L, ao longo de uma das bordas do assim chamado Triângulo da Polinésia, Nanumea localiza-se ao sul das Ilhas Gilbert, que são da Micronésia em termos de língua e cultura. Nanumae é um atol clássico, uma série de ilhéis situadas num recife de coral em volta de uma laguna. Com cerca de 12 km de comprimento por 2 e meio de largura no total, a área seca é de cerca de 3,9 km quadrados. A população é de 664 (de acordo com o censo de 2002) e vive primariamente na vila principal que fica na ponta ao noroeste da ponta da maior das cinco ilhas que formam o atol, a própria Nanumea. Há casas espalhadas em volta da laguna, desde a vila de Nanumea até Matagi e em Motu Foliki. As duas maiores ilhas, que compõe 90% da área seca do atol, são Nanumea e Lakena. Em adiçãos às duas, temos mais três pequenas ilhas, Temutofoliki, Lafogaki e Teatua a Taepoa que ficam pelo redor do atol.

## Relações linguísticas e culturais
Nanumeanos são Polinésios. O dialeto de Nanumea da Língua Tuvaluana tem uma forte relação com outras linguagens do oeste da Polinésia, incluindo a Toquelauana, Samoana, e outras línguas da Polinésia. Emboras as oito distintas comunidades tenham sotaques diferentes e vocabulário distintos, os dialetos de Tuvalu são mutuamente inteligíveis para falantes de Tuvaluano com exceção da língua do atol de Nui, pois seus habitantes falam um dialeto de Gilbertês. Com essa exceção, Tuvaluano é universalmente entendido e falado em Tuvalu. Inglês também é falado, especialmente na capital de Tuvalu, e um das línguas oficiais do governo.

## Subdivisões
O atol possui pelo menos 5 ilhas:
- Lakena
- Lefogaki
- A própria Nanumea, onde fica a vila principal
- Teatua a Taepoa
- Temotufoliki

A ilha de Nanumea é a maior ilha do atol, possuindo 3 km de extensão e nela existe um povoado. Lakena também é habitada, sendo a segunda maior ilha, seguida por Temotufoliki.

## Pessoas locais notáveis
Maatia Toafa, Primeiro Ministro de Tuvalu de 2004-2006, e representou Nanumea no Parlamento de Tuvalu. Willy Telavi de Nanumea foi nomeado Ministro de Assuntos Internos no governo de Apisai Ielemia em 2006. A Lady Naama Maheu Latasi, a primeira mulher a ser eleita ao parlamento de Tuvalu, foi elegida pela região de Nanumea.